# Jacqueline Boyer
Jacqueline Boyer, született: Eliane Ducos (Párizs, 1941. április 12. –) francia énekesnő.

## Pályafutása
Szülei, Jacques Pills (René Ducos) és Lucienne Boyer szintén énekesek.
Az 1960-as Eurovíziós Dalfesztivál nyertese volt Tom Pillibi című dalával.
Nincs rokoni kapcsolat közte és Angelique Boyer közt.

## Diszkográfia
- Tom Pillibi (1960)
- Gouli Gouli Dou
- Grüss mir die Liebe (1960)
- Mitsou (1963)
- Mon Cher Robert
- Der Pianist hat keine Ahnung
- Happy Sing Song
- Hongkong Mädchen
- Suleika
- Ganz in der Näh' von den Champs-Elysees
- Butterfly
- Jacques mit dem Frack
- Hör das Signal, Korporal
- Little Little China-Girl
- Mademoiselle
- Was in Cannes begann
- Oh, chérie, je t'aime (1968)
- Der Mond vom Fudschijama (1968)
- Mein Herz sagt oui (1968)
- Mucho Amore (1969)
- Very Good c'est si bon (1969)

## Filmográfia
- Caravan
- Das Rätsel der grünen Spinne
- Gauner-Serenade
- Der Nächste Urlaub kommt bestimmt